# Harijs Vītoliņš
Harijs Vītoliņš (* 30. April 1968 in Riga, Lettische SSR) ist ein ehemaliger lettischer Eishockeyspieler und derzeitiger -trainer, der während seiner Spielerkarriere unter anderem acht Spiele für die Winnipeg Jets in der National Hockey League absolviert hat, den Großteil seiner Karriere aber in der Schweiz verbrachte. Zuletzt war er Assistenztrainer von Oleg Snarok beim HK Spartak Moskau.

## Karriere
Vītoliņš begann seine Spielerkarriere im Nachwuchs von Dinamo Riga und spielte in der Spielzeit 1986/87 das erste Mal für die erste Mannschaft in der sowjetischen Eliteliga. In seiner zweiten Spielzeit für Dinamo konnte er mit der Mannschaft den größten Erfolg der Vereinsgeschichte feiern: Den Vizemeistertitel der sowjetischen Liga. Im Sommer 1988 wählten ihn die Montreal Canadiens beim NHL Entry Draft in der neunten Runde an 188. Stelle aus, allerdings durfte er die Sowjetunion nicht verlassen und spielte bis 1992 für Dinamo.
Mit dem Zusammenbruch der Sowjetunion und der Unabhängigkeitserklärung Lettlands verließen viele Topspieler ihre Heimat und wechselten nach Nordamerika. So auch Vītoliņš, der nach einem kurzen Gastspiel beim EHC Chur in der Nationalliga A zu den New Haven Senators in die American Hockey League wechselte. Dort konnte er die Verantwortlichen der Winnipeg Jets von sich überzeugen, so dass er beim NHL Entry Draft 1993 von den Jets in der neunten Runde an 228. Stelle erneut ausgewählt wurde. In der folgenden Spielzeit wurde er achtmal im NHL-Kader der Jets eingesetzt, den Rest der Saison verbrachte er aber beim damaligen Farmteam der Jets, den Moncton Hawks, in der AHL. Über die weiteren Stationen Rapperswil (NLA) und Rögle BK (Elitserien) kam er 1996 zum EHC Chur zurück, wo er bis 2001 spielte. Danach folgte der Wechsel zum HC Thurgau, wo er bis 2005 spielte.

### International
Harijs Vītoliņš spielte 1988 für die sowjetische Eishockeynationalmannschaft bei der Junioren-Weltmeisterschaft in Moskau, wo die U20-Auswahl den Vizeweltmeistertitel errang. Nach 1991 nahm er an insgesamt acht Weltmeisterschaften für die lettische Eishockeynationalmannschaft teil, wobei er maßgeblichen Anteil am Aufstieg Lettlands in die B- bzw. A-Gruppe des IIHF hatte und 1999 zum Mannschaftskapitän bestimmt wurde.
Außerdem wurde er in den Kader für die Olympischen Winterspiele 2002 in Salt Lake City berufen und als besondere Auszeichnung wurde er als Fahnenträger des lettischen Olympiakaders ausgewählt. 2004 trat er aus der Nationalmannschaft zurück, um sich ganz auf die Ligaspiele konzentrieren zu können, blieb der Nationalmannschaft aber als Co-Trainer erhalten.

### Als Trainer
Im April 2006 gab Harijs Vītoliņš sein Abschiedsspiel, wobei sich eine lettische und eine tschechische Auswahl gegenüberstanden. Nach dem Ende seiner Spielerkarriere arbeitete er als Trainer der PIKES EHC Oberthurgau 1965 in der 1. Liga der Schweiz. Im Juni 2008 wurde bekannt, dass Vītoliņš vom russischen KHL-Klub HK MWD Moskowskaja Oblast als Assistenztrainer verpflichtet wurde. 2010 fusionierte der HK MWD zunächst zum OHK Dynamo, der 2012 in HK Dynamo Moskau umbenannt wurde. 2012 und 2013 gewann Vītoliņš den Gagarin-Pokal mit dem Verein. Nach dem Abgang von Oleg Snarok war Vītoliņš ab 2014 Cheftrainer von Dynamo, ehe er im Dezember 2015 nach einer Niederlagenserie entlassen wurde. Parallel arbeitete er ab März 2014 als Assistenztrainer von Snarok beim russischen Nationalteam. Bei den Olympischen Winterspielen 2018 gewann er mit der Sbornaja unter neutraler Flagge die Goldmedaille, ehe Snarok (und damit auch Vītoliņš) von seinem Amt zurücktrat.
Zwischen 2016 und 2018 war Vītoliņš Assistenztrainer des SKA Sankt Petersburg, ebenfalls unter Cheftrainer Oleg Snarok.
Am 20. Dezember 2018 verpflichtete der HC Davos aus der National League Vītoliņš als Nachfolger von Arno del Curto, der zuvor nach 22 Jahren vom Posten des Cheftrainers zurückgetreten war. Mit dem HC Davos schaffte er den Klassenerhalt und verließ den Klub anschließend. Ende April 2019 wurde er vom HK Spartak Moskau als Co-Trainer von Oleg Snarok verpflichtet und hatte diese Position bis 2021 inne. Anschließend betreute er die lettische Nationalmannschaft beim Olympiaqualifikationsturnier in Riga, bei der diese sich für das olympische Turnier 2022 in Peking qualifizierte.

## Karrierestatistik

### International
(Legende zur Spielerstatistik: Sp oder GP = absolvierte Spiele; T oder G = erzielte Tore; V oder A = erzielte Assists; Pkt oder Pts = erzielte Scorerpunkte; SM oder PIM = erhaltene Strafminuten; +/− = Plus/Minus-Bilanz; PP = erzielte Überzahltore; SH = erzielte Unterzahltore; GW = erzielte Siegtore; 1 Play-downs/Relegation; Kursiv: Statistik nicht vollständig)